# توربن بلتز
توربن بلتز (آلمانی: Torben Beltz؛ زادهٔ ۲۷ نوامبر ۱۹۷۶) یک مربی تنیس اهل آلمان است. قهرمانی آنجلیک کربر در رقابت‌های ۲۰۱۶ آزاد استرالیا و آزاد آمریکا به همراه این مربی انجام گرفت.